# Lista de telenovelas reprisadas pela Band
Esta é uma lista de telenovelas reprisadas na Band

## Telenovelas por ordem de exibição
| #  | Título                           | Início                  | Término                 | Cap. | Autoria              | Direção          | Horário da Reprise | Horário original | Ano de exibição |
| -- | -------------------------------- | ----------------------- | ----------------------- | ---- | -------------------- | ---------------- | ------------------ | ---------------- | --------------- |
| 1  | Cara a Cara                      | 6 de outubro de 1980    | 14 de novembro de 1980  |      | ?                    | ?                | Manhã              | 19h              | ?               |
| 2  | Pé de Vento                      | 17 de novembro de 1980  | 8 de maio de 1981       |      |                      |                  | Manhã              | 19h              | ?               |
| 3  | A Deusa Vencida                  | 17 de agosto            | 6 de novembro de 1981   |      |                      |                  | 20h                | 18h              | ?               |
| 4  | Os Imigrantes                    | 9 de novembro de 1981   | 19 de março de 1982     |      | Benedito Ruy Barbosa | Henrique Martins | 18h30              | 18h30            | ?               |
| 5  | Os Imigrantes                    | 22 de março de 1982     | 6 de agosto de 1982     | 20h  | Benedito Ruy Barbosa | Henrique Martins |                    | 18h30            | ?               |
| 6  | Cara a Cara                      | 9 de agosto de 1982     | 1º de outubro de 1982   |      |                      |                  | 18h                | 19h              | ?               |
| 7  | Braço de Ferro                   | 4 de outubro de 1982    | 31 de dezembro de 1982  |      |                      |                  | 09h30              | 17h30            | ?               |
| 8  | O Meu Pé de Laranja Lima         | 3 de janeiro de 1983    | 2 de setembro de 1983   |      |                      |                  | 10h                | 18h              | ?               |
| 9  | Cavalo Amarelo                   | 5 de setembro de 1983   | 10 de fevereiro de 1984 |      |                      |                  | 16h30              | 19h              | ?               |
| 10 | Um Homem Muito Especial          | 13 de fevereiro de 1984 | 31 de agosto de 1984    |      |                      |                  | 11h                | 20h              | ?               |
| 11 | Sabor de Mel                     | 3 de setembro de 1984   | 8 de fevereiro de 1985  |      |                      |                  | 16h30              | 20h              | ?               |
| 12 | A Deusa Vencida                  | 11 de fevereiro de 1985 | 5 de julho de 1985      |      |                      |                  | 10h15              | 18h              | ?               |
|    | Os Imigrantes                    |                         |                         |      | Benedito Ruy Barbosa | Henrique Martins | 10h30              | 18h30            |                 |
|    | Ninho da Serpente                |                         |                         |      |                      |                  |                    |                  |                 |
|    | Os Imigrantes - Terceira Geração |                         |                         |      |                      |                  |                    |                  |                 |
|    | Cara a Cara                      |                         |                         |      |                      |                  |                    |                  |                 |
|    | Campeão                          |                         |                         |      |                      |                  |                    |                  |                 |
|    | Os Imigrantes                    |                         |                         |      |                      |                  |                    |                  |                 |
|    | Cavalo Amarelo                   |                         |                         |      |                      |                  |                    |                  |                 |
|    | Floribella - Primeira Temporada  |                         |                         |      |                      |                  |                    |                  |                 |
|    |                                  |                         |                         |      |                      |                  |                    |                  |                 |